# 3-(3,4-di-hidroxifenil)butiramida
3-(3,4-Dihidroxifenil)butiramida é o composto orgânico de fórmula C10H13NO3.